# Junnar
Junnar is een nagar panchayat (plaats) in het district Poona van de Indiase staat Maharashtra. 

## Demografie
Volgens de Indiase volkstelling van 2001 wonen er 24.740 mensen in Junnar, waarvan 52% mannelijk en 48% vrouwelijk is. De plaats heeft een alfabetiseringsgraad van 77%. 